# International Christian Police Fellowship

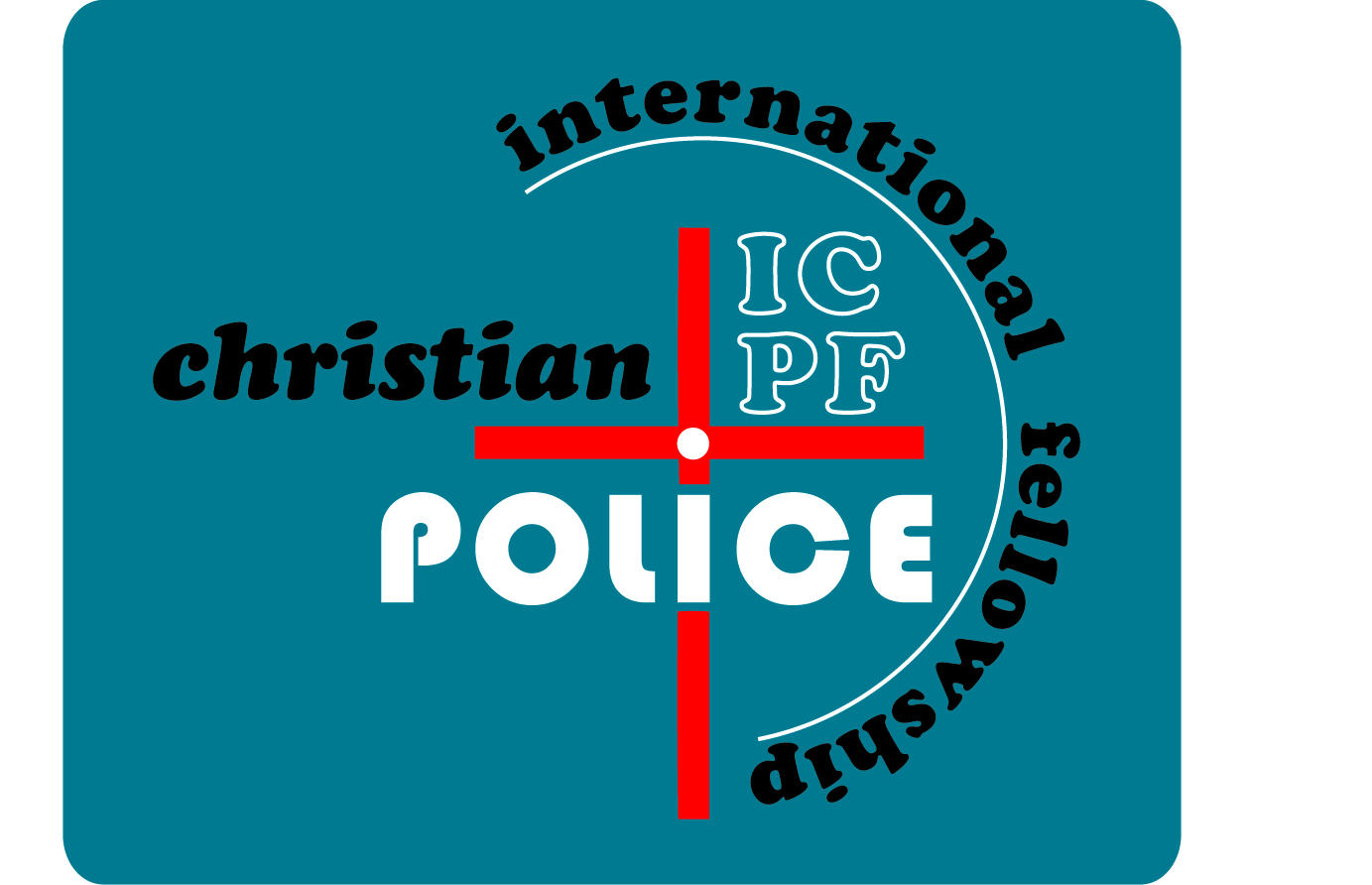
Logo der ICPF

Das International Christian Police Fellowship (ICPF) ist die internationale, überkonfessionelle Dachorganisation der christlichen Polizeiorganisationen.

## Auftrag und Ziel
Die Zielsetzung ist, die internationale Verbindung der verschiedenen nationalen Organisationen zu fördern und gemeinsame Projekte und internationale Konferenzen zu koordinieren. Weiterhin unterstützt sie ein internationales Polizeiteam bei der Durchführung von Seminaren und Schulungen für Polizeiführungskräfte in Ländern, in denen demokratische Werte zu den Errungenschaften der letzten Jahre gehören. Hier geht es unter anderem um die Fortentwicklung ethischer Prinzipien für die Führung in der Polizei und um fachliche Unterstützung bei der Bekämpfung der Korruption. Hierbei genießt sie das Ansehen der nationalen Polizeibehörden. So sagte beispw. der bayerischen Innenminister Joachim Herrmann in seinem Grußwort anlässlich des 20. Jahresempfangs der Christlichen Polizeivereinigung 2008 in Nürnberg: „Mit Stolz dürfen Sie als CPV auf die zurückliegenden Jahre zurückblicken und den damit verbundenen Einsatz für christliche Werte. Dazu gehört auch der grenzüberschreitende Aspekt – die von der CPV durchgeführten internationalen Seminarangebote über ethisch-moralische Werte in der Polizeiführung und das Antikorruptionsseminar, das auf verschiedenen Kontinenten durchgeführt wird. Als wertvoll haben sich auch die Kontakte zu Polizeipfarrern und Seelsorgern bewährt.“

## Vorstand
Der Vorstand des ICPF besteht aus Tony Britten (Großbritannien), Juan Ruman (Spanien), Felix Ceggatto (Schweiz) und Matthias Lehmann, Erster Polizeihauptkommissar aus Baden-Württemberg, der 2011 in London zum Präsidenten der Vereinigung gewählt wurde.

## Mitgliedschaft
Derzeit hat die ICPF international 26 Mitglieder. Im deutschsprachigen Raum sind es die deutsche Christliche Polizeivereinigung, die österreichische Christliche Polizei Vereinigung und die Christliche Polizei Vereinigung Schweiz. Weitere Mitglieder sind:
- Großbritannien
- Nordirland
- Rumänien
- Kenia
- Tschechische Republik
- Südafrika
- Niederlande
- Australien
- Neu Südwales
- Kanada
- Ghana
- Nigeria
- Spanien
- Australien
- Frankreich
- Neuseeland
- Ukraine
- Norwegen
- Schweden
- USA
- Indien
- Moldawien